# Ламаница (Ярославская область)
Ламани́ца (на топокарте Ламаницы) — деревня Октябрьского сельского округа в Октябрьском сельском поселении Рыбинского района Ярославской области.
Деревня расположена на правом берегу реки Сечоры, левого притока Сонохты. Деревня находится в середине поля сельскохозяйственных угодий в окружении лесов. Единственная улица деревни ориентирована вдоль берега реки. Ниже по течению Сечоры, к северу на том же берегу стоит деревня Новое. Деревня связана просёлочной дорогой с расположенной к югу деревней Пиняги. В северо-восточном направлении за лесом стоит деревня Мартьяновское, к которой ведут лесные дороги .
Деревня Ламаница указана на плане Генерального межевания Рыбинского уезда 1792 года.
На 1 января 2007 года в деревне не числилось постоянных жителей. Деревня обслуживается почтовым отделением посёлка Лом.